# Dům Bílý kříž
Dům Bílý kříž, původně Militärkurhaus, Stiftung zum weißen Kreuz, později lázeňský dům Bílý kříž, od roku 2005 domov péče o válečné veterány Bílý kříž, stojí v ulici Krále Jiřího 2d, č. p. 1017, ve čtvrti Westend v Karlových Varech. 

## Historie

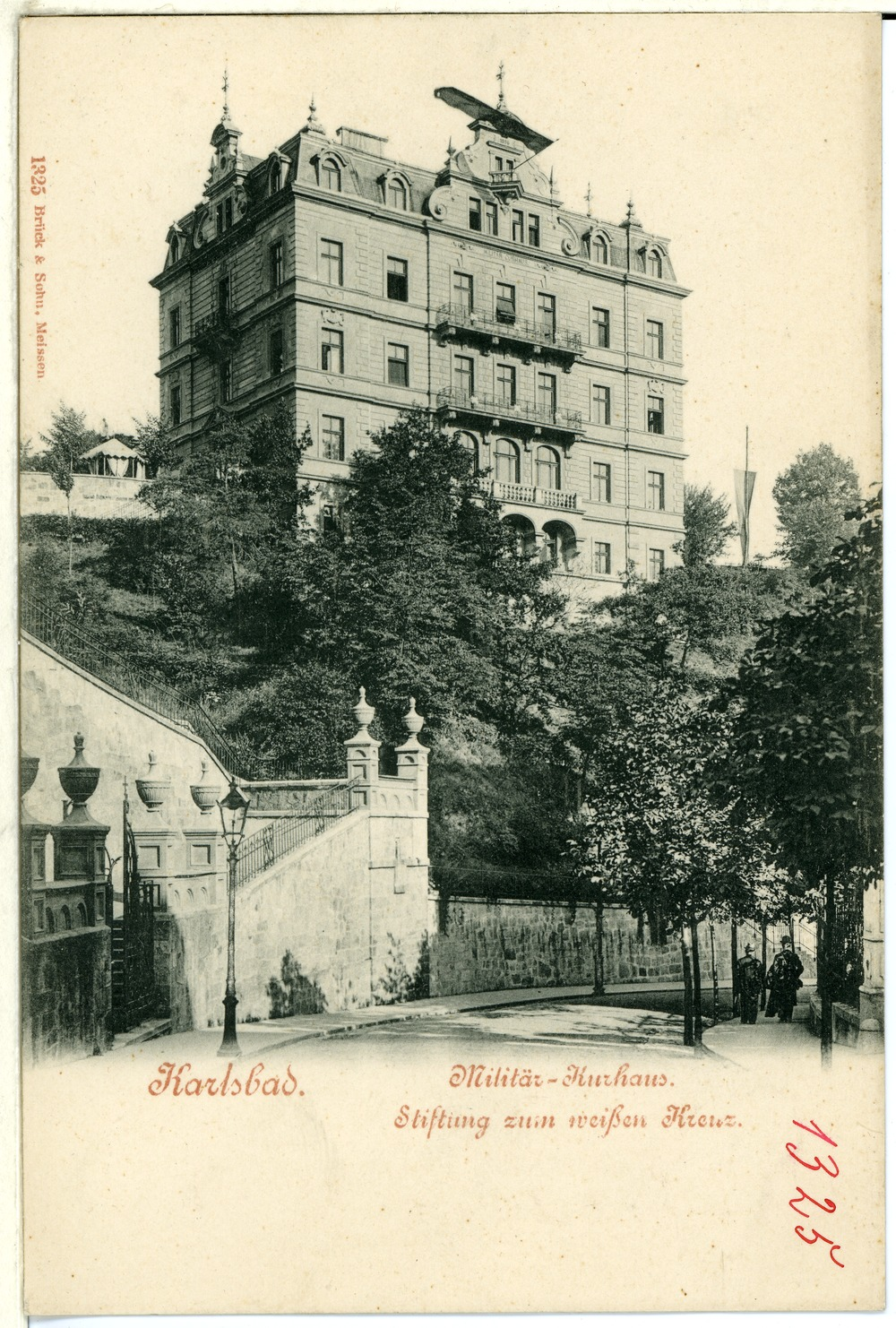
Militärkurhaus, Stiftung zum weißen Kreuz v roce 1899

Dům Bílý kříž byl postaven v roce 1895 v Eduard Knollstrasse (ulici Krále Jiřího). Projekt vypracoval stavební rada Alois Maria Wurm von Arnkreuz. Hlavním stavitelem byl Josef Waldert, karlovarský stavební mistr a průmyslový podnikatel (též např. stavebník vlastní vily Hohenburg). Prvním uživatelem domu byla Gesellschaft von Weisser Kreuz, rakouská vídeňská Společnost Bílého kříže, předchůdce Červeného kříže. Slavnostní otevření domu se uskutečnilo dne 19. července 1896.
V roce 1929 předal československý stát objekt do vlastnictví vojenské správy.

## Současnost
Roku 1989 byl úpraven interiér a v období let 1989–2005 objekt sloužil jako komerční lázeňský dům.
Po přestavbě byl v roce 2005 otevřen jako druhý domov péče o válečné veterány v České republice. K slavnostnímu zahájení provozu došlo 20. května 2005 za účasti i tehdejšího ministra obrany Karla Kühnla. Termín zprovoznění souvisel s oslavami 60. výročí konce druhé světové války.
V současnosti (únor 2021) je dům evidován jako objekt k bydlení ve vlastnictví České republiky. Příslušnost hospodařit s majetkem státu zde má státní firma Vojenská lázeňská a rekreační zařízení (VOLAREZA).

## Popis
Dům svojí polohou patří do rezidenční vilové čtvrti Westend, postaven byl v Eduard Knollstrasse, dnešní ulici Krále Jiřího 2d, č. p. 1017.
Lůžková kapacita domova je 28 míst. Ta jsou rozdělena do 16 jednolůžkových pokojů a šesti dvoulůžkových bytů. Byt pro manželské páry je samostatnou dvoupokojovou jednotkou. Dům je celkově přizpůsoben potřebám válečných veteránů.